# Stazione di Motta di Livenza
Stazione di Motta di Livenza 1966-ban bezárt vasútállomás Olaszországban, Veneto régióban, Motta di Livenza településen.

## Vasútvonalak
Az állomást az alábbi vasútvonalak érintették:
- Treviso-Portogruaro-vasútvonal
- San Vito al Tagliamento-Motta di Livenza-vasútvonal

## Kapcsolódó állomások
A vasútállomáshoz az alábbi állomások vannak a legközelebb: 
- Stazione di Gorgo al Monticano
- Stazione di Annone Veneto
- Stazione di Annone Veneto (1913)